# Municipio de Grant (condado de Jewell)
El municipio de Grant (en inglés: Grant Township) es un municipio ubicado en el condado de Jewell en el estado estadounidense de Kansas. En el año 2010 tenía una población de 177 habitantes y una densidad poblacional de 1,91 personas por km².

## Geografía
El municipio de Grant se encuentra ubicado en las coordenadas 39°47′18″N 97°59′5″O / 39.78833, -97.98472. Según la Oficina del Censo de los Estados Unidos, el municipio tiene una superficie total de 92.52 km², de la cual 92,44 km² corresponden a tierra firme y (0,08 %) 0,08 km² es agua.

## Demografía
Según el censo de 2010, había 177 personas residiendo en el municipio de Grant. La densidad de población era de 1,91 hab./km². De los 177 habitantes, el municipio de Grant estaba compuesto por el 99,44 % blancos y el 0,56 % eran de una mezcla de razas. Del total de la población el 0,56 % eran hispanos o latinos de cualquier raza.